# Condado de Henderson (Tennessee)
El condado de Henderson es un condado del estado de Tennessee, Estados Unidos. Tiene una población estimada, a mediados de 2023, de 28 070 habitantes.
La sede del condado es Lexington.

## Geografía
Según la Oficina del Censo, el condado tiene una superficie total de 1362 km², de los cuales 1347 km² corresponden a tierra firme y 15 km² están cubiertos de agua.

### Condados adyacentes
- Condado de Carroll (norte)
- Condado de Decatur (este)
- Condado de Hardin (sureste)
- Condado de Chester (suroeste)
- Condado de Madison (oeste)

## Demografía

### Censo de 2020
Según el censo de 2020, en ese momento la población del condado era de 27 842 habitantes.
| Raza                   | Núm.   | Porc.  |
| ---------------------- | ------ | ------ |
| Blancos                | 24 079 | 86.48% |
| Afroamericanos         | 1950   | 7.00%  |
| Amerindios             | 70     | 0.25%  |
| Asiáticos              | 93     | 0.33%  |
| Isleños del Pacífico   | 2      | 0.01%  |
| De otras razas         | 354    | 1.27%  |
| De una mezcla de razas | 1294   | 4.65%  |

Del total de la población, el 2.58% son hispanos o latinos de cualquier raza.

### Estimación 2018-2022
De acuerdo con la estimación 2018-2022 de la Oficina del Censo, los ingresos medios de los hogares del condado son de $51,576 y los ingresos medios de las familias son de $67,725. Los ingresos per cápita en los últimos doce meses, medidos en dólares de 2022, son de $25,873. Alrededor del 18.0% de la población está por debajo de la línea de pobreza nacional.

## Comunidades

### Ciudades
- Lexington
- Parkers Crossroads

### Pueblos
- Sardis
- Scotts Hill

### Lugares designados por el censo (census-designated places,CDP)
- Chesterfield
- Darden

### Localidades
- Huron
- Luray
- Wildersville